# Heike Fuller
Heike Fuller (* 21. Februar 1960) ist eine deutsche Diplomatin. Seit August 2022 ist sie Botschafterin der Bundesrepublik Deutschland in Dschibuti und leitet als solche die Botschaft Dschibuti.

## Leben
Fuller studierte Rechtswissenschaft und legte 1985 ihr erstes, 1989 ihr zweites Staatsexamen ab. Von 1989 bis 1990 nahm sie am Trainee-Programm der Commerzbank AG in Wiesbaden teil. Im Jahr 1991 wurde sie zum Dr. jur. promoviert.
Nach erfolgreicher Teilnahme am Auswahlwettbewerb des Auswärtigen Amts absolvierte sie von 1990 bis 1991 den Vorbereitungsdienst für den höheren Auswärtigen Dienst in Bonn. Es folgte ein kurzer Einsatz als Referentin in der Zentrale des Auswärtigen Amts.
Von 1992 bis 1994 war Fuller Ständige Vertreterin des Leiters der Botschaft Kigali in Ruanda. Von dort wechselte sie als Referentin an die Ständige Vertretung Deutschlands bei der NATO in Brüssel, wo sie bis 1996 tätig war. Von 1996 bis 1999 war sie Referentin in der politischen Abteilung der Botschaft Washington. Es folgte von 1999 bis 2002 ein Einsatz im Sonderarbeitsstab für das ehemalige Jugoslawien in der Zentrale des Auswärtigen Amt in Berlin.
Im Jahr 2002 wurde Fuller mit der Leitung der Wirtschaftsabteilung der Botschaft Kairo in Ägypten beauftragt. Im Jahr 2005 folgte eine Abordnung in den Geschäftsbereich des Bundesministers der Verteidigung, wo sie Referentin im Planungsstab wurde. Im Anschluss wurde sie im Jahr 2008 mit der Leitung der politischen Abteilung an der Botschaft Tokio in Japan beauftragt. 
Zurück in der Zentrale des Auswärtigen Amts war Fuller von 2011 bis 2014 Beauftragte für Korruptionsprävention und Leiterin Innenrevision. Anschließend wurde sie von 2014 bis 2018 ständige Vertreterin des Leiters der Botschaft Lissabon in Portugal. Von 2018 bis 2021 war sie Generalkonsulin in Atlanta, Vereinigte Staaten. Nach einer kurzen Zeit im Planungsstab des Auswärtigen Amts in Berlin wurde sie im Sommer 2022 als Botschafterin mit der Leitung der Botschaft Dschibuti beauftragt.
Fuller ist verheiratet und hat drei Kinder.